# Ta Joela
Ta Joela, artiestennaam van Joël Muaka Ngimbi (7 april 1996), is een Nederlands presentator.

## Biografie
Joël is opgegroeid in een multiculturele wijk in Dordrecht, samen met zijn twee zussen, twee broertjes, moeder en stiefvader. Hij ging naar school op het Insula College. Hier begon hij met het maken van Instagram-sketches, zijn artiestennaam werd destijds daartoe ook bedacht. In het Portugees betekent het woord tá: is. Daarmee staat zijn artiestennaam ‘Ta Joela’ aldus voor: het is Joela. Daarnaast volgde hij lessen op het Davinci College.

## Loopbaan
Muaka Ngimbi begon op 16-jarige leeftijd met het maken van Instagram-sketches. Hij maakte vervolgens video's zoals "Rappers in de klas" waarmee hij al snel doorbrak met zijn grappige gimmick "billuh". Zo is hij ook de grondlegger geweest van de Habiba-challenge, van het nummer "Habiba" van Boef. Ook kreeg hij een gastrol en is hij in de intro te horen in de hit van rapformatie SBMG en Lil' Kleine genaamd "4x duurder" waarmee hij daarna een parodie van heeft gemaakt genaamd "4x dikker". Ta Joela heeft een club banger genaamd "zieke geest", samen met het Nederlandse duo Supergaande.
Naast dat begon Ta Joela ook zijn eigen YouTubeserie genaamd "Dat is een keuze" en daarna ontwikkelde hij "Tata Joela" in samenwerking met MTV FIRST. Hiervoor won hij in 2018 de Hashtag Award voor beste online serie.
In 2020 deed hij mee in de theatershow van Jandino Asporaat genaamd "Judeska Airlines", die vroegtijdig is afgelast vanwege de coronacrisis.
In 2021 deed Ta Joela mee aan 101Barz en hij kreeg hier een eigen rapsessie. Deze aflevering is viraal gegaan en heeft in 2 weken tijd de miljoen weergaven gehaald. 